# 24 Horas de Le Mans 2019
Las 24 Horas de Le Mans 2019 fueron la edición número 87 del evento automovilístico de resistencia realizado entre el 15 y 16 de junio del año 2019 en el Circuito de la Sarthe, Le Mans, Francia. El evento organizado por el Automobile Club de l'Ouest fue la última cita de la Temporada 2018-19 del Campeonato Mundial de Resistencia.

## Lista de participantes
| Icono | Categoría                          |
| ----- | ---------------------------------- |
| WEC   | Campeonato Mundial de Resistencia  |
| ELMS  | European Le Mans Series            |
| ALMS  | Asian Le Mans Series               |
| WTSC  | WeatherTech SportsCar Championship |
| 24LM  | Solamente 24 Horas de Le Mans      |

| N.º                          | Escudería                     | Chasis y Motor            | Categoría              | Piloto 1                 | Piloto 2               | Piloto 3                |
| LMP1 (8 participantes)       | LMP1 (8 participantes)        | LMP1 (8 participantes)    | LMP1 (8 participantes) | LMP1 (8 participantes)   | LMP1 (8 participantes) | LMP1 (8 participantes)  |
| ---------------------------- | ----------------------------- | ------------------------- | ---------------------- | ------------------------ | ---------------------- | ----------------------- |
| 1                            | Rebellion Racing              | Rebellion R13-Gibson      | WEC                    | Neel Jani                | André Lotterer         | Bruno Senna             |
| 3                            | Rebellion Racing              | Rebellion R13-Gibson      | WEC                    | Thomas Laurent           | Nathanaël Berthon      | Gustavo Menezes         |
| 4                            | ByKolles Racing Team          | ENSO CLM P1/01-Gibson     | WEC                    | Tom Dillmann             | Oliver Webb            | Paolo Ruberti           |
| 7                            | Toyota Gazoo Racing           | Toyota TS050 Hybrid       | WEC                    | Mike Conway              | Kamui Kobayashi        | José María López        |
| 8                            | Toyota Gazoo Racing           | Toyota TS050 Hybrid       | WEC                    | Sébastien Buemi          | Kazuki Nakajima        | Fernando Alonso         |
| 10                           | DragonSpeed                   | BR Engineering BR1-Gibson | WEC                    | Henrik Hedman            | Ben Hanley             | Renger van der Zande    |
| 11                           | SMP Racing                    | BR Engineering BR1-AER    | WEC                    | Vitaly Petrov            | Mikhail Aleshin        | Stoffel Vandoorne       |
| 17                           | SMP Racing                    | BR Engineering BR1-AER    | WEC                    | Stéphane Sarrazin        | Egor Orudzhev          | Sergey Sirotkin         |
| LMP2 (20 participantes)      |                               |                           |                        |                          |                        |                         |
| 20                           | High Class Racing             | Oreca 07-Gibson           | ELMS                   | Anders Fjordbach         | Dennis Andersen        | Mathias Beche           |
| 22                           | United Autosports             | Ligier JS P217-Gibson     | ALMS                   | Philip Hanson            | Filipe Albuquerque     | Paul Di Resta           |
| 23                           | Panis Barthez Compétition     | Ligier JS P217-Gibson     | ELMS                   | René Binder              | Julien Canal           | Will Stevens            |
| 25                           | Algarve Pro Racing            | Oreca 07-Gibson           | ELMS                   | David Zollinger          | Andrea Pizzitola       | John Falb               |
| 26                           | G-Drive Racing                | Aurus 01-Gibson           | ELMS                   | Román Rúsinov            | Job van Uitert         | Jean-Éric Vergne        |
| 28                           | TDS Racing                    | Oreca 07-Gibson           | WEC                    | François Perrodo         | Matthieu Vaxiviere     | Loïc Duval              |
| 29                           | Racing Team Nederland         | Dallara P217-Gibson       | WEC                    | Frits van Eerd           | Giedo van der Garde    | Nyck de Vries           |
| 30                           | Duqueine Engineering          | Oreca 07-Gibson           | ELMS                   | Nico Jamin               | Pierre Ragues          | Romain Dumas            |
| 31                           | DragonSpeed                   | Oreca 07-Gibson           | WEC                    | Roberto González         | Pastor Maldonado       | Anthony Davidson        |
| 32                           | United Autosports             | Ligier JS P217-Gibson     | ELMS                   | Ryan Cullen              | Alex Brundle           | Will Owen               |
| 34                           | Inter Europol Competition     | Ligier JS P217-Gibson     | ALMS                   | Jakub Smiechowski        | James Winslow          | Nigel Moore             |
| 36                           | Signatech Alpine Matmut       | Alpine A470-Gibson        | WEC                    | Nicolas Lapierre         | André Negrão           | Pierre Thiriet          |
| 37                           | Jackie Chan DC Racing         | Oreca 07-Gibson           | WEC                    | David Heinemeier Hansson | Jordan King            | Ricky Taylor            |
| 38                           | Jackie Chan DC Racing         | Oreca 07-Gibson           | WEC                    | Ho-Pin Tung              | Stéphane Richelmi      | Gabriel Aubry           |
| 39                           | Graff                         | Oreca 07-Gibson           | ELMS                   | Tristan Gommendy         | Vincent Capillaire     | Jonathan Hirschi        |
| 43                           | RLR M Sport/Tower Events      | Oreca 07-Gibson           | ELMS                   | John Farano              | Arjun Maini            | Norman Nato             |
| 47                           | Cetilar Racing Villorba Corse | Dallara P217-Gibson       | ELMS                   | Roberto Lacorte          | Giorgio Sernagiotto    | Andrea Belicchi         |
| 48                           | IDEC Sport                    | Oreca 07-Gibson           | ELMS                   | Paul Lafargue            | Paul-Loup Chatin       | Memo Rojas              |
| 49                           | ARC Bratislava                | Ligier JS P217-Gibson     | ALMS                   | Miro Konôpka             | Henning Enqvist        | Konstantin Tereshchenko |
| 50                           | Larbre Compétition            | Ligier JS P217-Gibson     | WEC                    | Erwin Creed              | Romano Ricci           | Nicholas Boulle         |
| LMGTE Pro (17 participantes) |                               |                           |                        |                          |                        |                         |
| 51                           | AF Corse                      | Ferrari 488 GTE Evo       | WEC                    | Alessandro Pier Guidi    | James Calado           | Daniel Serra            |
| 63                           | Corvette Racing               | Chevrolet Corvette C7.R   | WTSC                   | Jan Magnussen            | Antonio García         | Mike Rockenfeller       |
| 64                           | Corvette Racing               | Chevrolet Corvette C7.R   | WTSC                   | Oliver Gavin             | Tommy Milner           | Marcel Fässler          |
| 66                           | Ford Chip Ganassi Team UK     | Ford GT                   | WEC                    | Stefan Mücke             | Olivier Pla            | Billy Johnson           |
| 67                           | Ford Chip Ganassi Team UK     | Ford GT                   | WEC                    | Andy Priaulx             | Harry Tincknell        | Jonathan Bomarito       |
| 68                           | Ford Chip Ganassi Team USA    | Ford GT                   | WTSC                   | Joey Hand                | Dirk Müller            | Sébastien Bourdais      |
| 69                           | Ford Chip Ganassi Team USA    | Ford GT                   | WTSC                   | Ryan Briscoe             | Richard Westbrook      | Scott Dixon             |
| 71                           | AF Corse                      | Ferrari 488 GTE Evo       | WEC                    | Davide Rigon             | Sam Bird               | Miguel Molina           |
| 81                           | BMW Team MTEK                 | BMW M8 GTE                | WEC                    | Nick Catsburg            | Martin Tomczyk         | Philipp Eng             |
| 82                           | BMW Team MTEK                 | BMW M8 GTE                | WEC                    | Augusto Farfus           | António Félix da Costa | Jesse Krohn             |
| 89                           | Risi Competizione             | Ferrari 488 GTE Evo       | WTSC                   | Pipo Derani              | Oliver Jarvis          | Jules Gounon            |
| 91                           | Porsche GT Team               | Porsche 911 RSR           | WEC                    | Richard Lietz            | Gianmaria Bruni        | Frédéric Makowiecki     |
| 92                           | Porsche GT Team               | Porsche 911 RSR           | WEC                    | Michael Christensen      | Kévin Estre            | Laurens Vanthoor        |
| 93                           | Porsche GT Team               | Porsche 911 RSR           | WTSC                   | Patrick Pilet            | Earl Bamber            | Nick Tandy              |
| 94                           | Porsche GT Team               | Porsche 911 RSR           | WTSC                   | Sven Müller              | Mathieu Jaminet        | Dennis Olsen            |
| 95                           | Aston Martin Racing           | Aston Martin Vantage AMR  | WEC                    | Nicki Thiim              | Marco Sørensen         | Darren Turner           |
| 97                           | Aston Martin Racing           | Aston Martin Vantage AMR  | WEC                    | Maxime Martin            | Alex Lynn              | Jonathan Adam           |
| LMGTE Am (17 participantes)  |                               |                           |                        |                          |                        |                         |
| 54                           | Spirit of Race                | Ferrari 488 GTE           | WEC                    | Thomas Flohr             | Francesco Castellacci  | Giancarlo Fisichella    |
| 56                           | Team Project 1                | Porsche 911 RSR           | WEC                    | Jörg Bergmeister         | Patrick Lindsey        | Egidio Perfetti         |
| 57                           | Car Guy Racing                | Ferrari 488 GTE           | ALMS                   | Takeshi Kimura           | Kei Cozzolino          | Côme Ledogar            |
| 60                           | Kessel Racing                 | Ferrari 488 GTE           | ELMS                   | Claudio Schiavoni        | Sergio Pianezzola      | Andrea Piccini          |
| 61                           | Clearwater Racing             | Ferrari 488 GTE           | WEC                    | Luis Pérez Companc       | Matthew Griffin        | Matteo Cressoni         |
| 62                           | WeatherTech Racing            | Ferrari 488 GTE           | WTSC                   | Cooper MacNeil           | Toni Vilander          | Robert Smith            |
| 70                           | MR Racing                     | Ferrari 488 GTE           | WEC                    | Motoaki Ishikawa         | Olivier Beretta        | Eddie Cheever III       |
| 77                           | Dempsey-Proton Racing         | Porsche 911 RSR           | WEC                    | Matt Campbell            | Christian Ried         | Julien Andlauer         |
| 78                           | Proton Competition            | Porsche 911 RSR           | ELMS                   | Louis Prette             | Philippe Prette        | Vincent Abril           |
| 83                           | Kessel Racing                 | Ferrari 488 GTE           | ELMS                   | Manuela Gostner          | Rahel Frey             | Michelle Gatting        |
| 84                           | JMW Motorsport                | Ferrari 488 GTE           | ELMS                   | Jeff Segal               | Rodrigo Baptista       | Wei Lu                  |
| 85                           | Keating Motorsports           | Ford GT                   | 24LM                   | Ben Keating              | Jeroen Bleekemolen     | Felipe Fraga            |
| 86                           | Gulf Racing                   | Porsche 911 RSR           | WEC                    | Michael Wainwright       | Ben Barker             | Thomas Preining         |
| 88                           | Dempsey-Proton Racing         | Porsche 911 RSR           | WEC                    | Satoshi Hoshino          | Giorgio Roda           | Matteo Cairoli          |
| 90                           | TF Sport                      | Aston Martin Vantage      | WEC                    | Salih Yoluç              | Euan Hankey            | Charlie Eastwood        |
| 98                           | Aston Martin Racing           | Aston Martin Vantage      | WEC                    | Paul Dalla Lana          | Pedro Lamy             | Mathias Lauda           |
| 99                           | Dempsey-Proton Racing         | Porsche 911 RSR           | ELMS                   | Patrick Long             | Tracy Krohn            | Niclas Jönsson          |
| Fuente:                      |                               |                           |                        |                          |                        |                         |

## Clasificación
Las pole positions provisionales de cada categoría están marcadas en negrita. La vuelta más rápida conseguida por cada equipo están marcados con un fondo gris.
| Pos. | Categoría | N.º | Escudería                     | Clasificación 1 | Clasificación 2 | Clasificación 3 | Dif.    | Parrilla |
| ---- | --------- | --- | ----------------------------- | --------------- | --------------- | --------------- | ------- | -------- |
| 1    | LMP1      | 7   | Toyota Gazoo Racing           | 3:17.161        | 3:15.497        | 3:20.494        | —       | 1        |
| 2    | LMP1      | 8   | Toyota Gazoo Racing           | 3:19.632        | 3:15.908        | 3:20.669        | +0.411  | 2        |
| 3    | LMP1      | 17  | SMP Racing                    | 3:17.633        | 3:17.437        | 3:16.159        | +0.662  | 3        |
| 4    | LMP1      | 3   | Rebellion Racing              | 3:19.603        | 3:18.884        | 3:16.404        | +0.907  | 4        |
| 5    | LMP1      | 11  | SMP Racing                    | 3:20.934        | 3:16.953        | 3:16.665        | +1.168  | 5        |
| 6    | LMP1      | 1   | Rebellion Racing              | Sin tiempo      | 3:17.313        | 3:16.810        | +1.313  | 6        |
| 7    | LMP1      | 10  | DragonSpeed                   | 3:20.200        | 3:23.672        | 3:25.902        | +4.703  | 7        |
| 8    | LMP1      | 4   | ByKolles Racing Team          | 3:25.246        | 3:23.726        | 3:23.109        | +7.612  | 8        |
| 9    | LMP2      | 28  | TDS Racing                    | 3:28.840        | 3:27.096        | 3:25.345        | +9.848  | 9        |
| 10   | LMP2      | 31  | DragonSpeed                   | 3:26.804        | 3:26.490        | 3:25.667        | +10.170 | 10       |
| 11   | LMP2      | 36  | Signatech Alpine Matmut       | 3:26.935        | 3:28.471        | 3:25.874        | +10.377 | 11       |
| 12   | LMP2      | 48  | IDEC Sport                    | 3:27.847        | 3:27.804        | 3:26.011        | +10.514 | 12       |
| 13   | LMP2      | 26  | G-Drive Racing                | 3:29.107        | 3:28.713        | 3:26.257        | +10.760 | 13       |
| 14   | LMP2      | 22  | United Autosports             | 3:27.338        | 3:27.356        | 3:26.543        | +11.046 | 14       |
| 15   | LMP2      | 38  | Jackie Chan DC Racing         | 3:28.738        | 3:26.821        | 3:27.779        | +11.324 | 15       |
| 16   | LMP2      | 29  | Racing Team Nederland         | 3:28.909        | 3:27.107        | 3:27.384        | +11.610 | 16       |
| 17   | LMP2      | 32  | United Autosports             | 3:29.583        | 3:28.779        | 3:27.509        | +12.012 | 17       |
| 18   | LMP2      | 20  | High Class Racing             | 3:32.945        | 3:29.633        | 3:27.610        | +12.113 | 18       |
| 19   | LMP2      | 23  | Panis Barthez Compétition     | 3:29.821        | 3:27.790        | 3:32.511        | +12.293 | 19       |
| 20   | LMP2      | 37  | Jackie Chan DC Racing         | 3:29.498        | 3:28.569        | 3:28.049        | +12.552 | 20       |
| 21   | LMP2      | 30  | Duqueine Engineering          | 3:28.653        | 3:30.353        | 3:28.195        | +12.698 | 21       |
| 22   | LMP2      | 39  | Graff                         | 3:30.970        | 3:28.426        | Sin tiempo      | +12.929 | 22       |
| 23   | LMP2      | 25  | Algarve Pro Racing            | 3:29.126        | 3:28.457        | 3:31.113        | +12.960 | 23       |
| 24   | LMP2      | 43  | RLR M Sport/Tower Events      | 3:31.017        | 3:29.137        | 3:28.803        | +13.306 | 24       |
| 25   | LMP2      | 47  | Cetilar Racing Villorba Corse | 3:29.748        | 3:28.942        | 3:29.556        | +13.445 | 25       |
| 26   | LMP2      | 34  | Inter Europol Competition     | 3:30.744        | 3:30.823        | 3:31.491        | +15.247 | 26       |
| 27   | LMP2      | 49  | ARC Bratislava                | 3:35.480        | 3:44.799        | 3:34.146        | +18.649 | 27       |
| 28   | LMP2      | 50  | Larbre Compétition            | 3:38.663        | 3:36.144        | 3:34.913        | +19.416 | 28       |
| 29   | LMGTE Pro | 95  | Aston Martin Racing           | 3:50.812        | 3:51.948        | 3:48.000        | +32.503 | 29       |
| 30   | LMGTE Pro | 67  | Ford Chip Ganassi Team UK     | 3:49.530        | 3:52.831        | 3:48.112        | +32.615 | 30       |
| 31   | LMGTE Pro | 63  | Corvette Racing               | 3:52.109        | 3:49.424        | 3:48.830        | +33.333 | 31       |
| 32   | LMGTE Pro | 93  | Porsche GT Team               | 3:49.558        | 3:50.171        | 3:48.907        | +33.410 | 32       |
| 33   | LMGTE Pro | 82  | BMW Team MTEK                 | 3:53.498        | 3:51.818        | 3:49.108        | +33.611 | 33       |
| 34   | LMGTE Pro | 68  | Ford Chip Ganassi Team USA    | 3:53.053        | 3:50.486        | 3:49.116        | +33.619 | 34       |
| 35   | LMGTE Pro | 92  | Porsche GT Team               | 3:50.468        | 3:49.388        | 3:49.196        | +33.699 | 35       |
| 36   | LMGTE Pro | 71  | AF Corse                      | 3:50.850        | 3:50.623        | 3:49.391        | +33.894 | 36       |
| 37   | LMGTE Pro | 66  | Ford Chip Ganassi Team UK     | 3:53.793        | 3:51.601        | 3:49.511        | +34.014 | 37       |
| 38   | LMGTE Pro | 69  | Ford Chip Ganassi Team USA    | 3:51.821        | 3:50.339        | 3:49.546        | +34.049 | 38       |
| 39   | LMGTE Pro | 64  | Corvette Racing               | 3:52.490        | 3:51.011        | 3:49.573        | +34.076 | 39       |
| 40   | LMGTE Pro | 51  | AF Corse                      | 3:52.128        | 3:51.019        | 3:49.655        | +34.158 | 40       |
| 41   | LMGTE Pro | 91  | Porsche GT Team               | 3:50.099        | 3:49.921        | 3:51.039        | +34.424 | 41       |
| 42   | LMGTE Pro | 97  | Aston Martin Racing           | 3:50.037        | 3:52.283        | 3:50.383        | +34.540 | 42       |
| 43   | LMGTE Pro | 94  | Porsche GT Team               | 3:50.278        | 3:50.810        | 3:50.593        | +34.781 | 43       |
| 44   | LMGTE Pro | 81  | BMW Team MTEK                 | 3:51.476        | 3:51.353        | Sin tiempo      | +35.856 | 44       |
| 45   | LMGTE Am  | 88  | Dempsey-Proton Racing         | 3:52.454        | 3:54.107        | 3:51.439        | +35.942 | 45       |
| 46   | LMGTE Pro | 89  | Risi Competizione             | 3:52.997        | 3:53.244        | 3:51.454        | +35.957 | 46       |
| 47   | LMGTE Am  | 77  | Dempsey-Proton Racing         | 3:53.408        | 3:54.008        | 3:51.645        | +36.148 | 47       |
| 48   | LMGTE Am  | 86  | Gulf Racing                   | 3:55.033        | 3:53.571        | 3:51.944        | +36.447 | 48       |
| 49   | LMGTE Am  | 84  | JMW Motorsport                | 3:54.513        | 3:56.154        | 3:52.423        | +36.926 | 49       |
| 50   | LMGTE Am  | 78  | Proton Competition            | 3:54.324        | 3:54.942        | 3:52.434        | +36.937 | 50       |
| 51   | LMGTE Am  | 56  | Team Project 1                | 3:52.750        | 3:55.011        | 3:53.135        | +37.253 | 51       |
| 52   | LMGTE Am  | 54  | Spirit of Race                | 3:53.793        | 3:52.826        | 3:52.879        | +37.329 | 52       |
| 53   | LMGTE Am  | 57  | Car Guy Racing                | 3:56.034        | 3:53.474        | 3:54.928        | +37.977 | 53       |
| 54   | LMGTE Am  | 85  | Keating Motorsports           | 3:56.579        | 3:53.492        | 3:53.492        | +37.995 | 54       |
| 55   | LMGTE Am  | 60  | Kessel Racing                 | 3:56.147        | 3:53.990        | 3:53.528        | +38.031 | 55       |
| 56   | LMGTE Am  | 98  | Aston Martin Racing           | 3:53.530        | 3:56.136        | 3:53.698        | +38.033 | 56       |
| 57   | LMGTE Am  | 90  | TF Sport                      | 3:53.974        | 3:54.542        | 3:53.606        | +38.109 | 57       |
| 58   | LMGTE Am  | 62  | WeatherTech Racing            | 3:55.544        | 3:54.350        | 3:53.630        | +38.133 | 58       |
| 59   | LMGTE Am  | 70  | MR Racing                     | 3:54.737        | 3:55.906        | 3:54.051        | +38.554 | 59       |
| 60   | LMGTE Am  | 83  | Kessel Racing                 | 3:56.333        | 3:54.363        | 3:54.083        | +38.586 | 60       |
| 61   | LMGTE Am  | 61  | Clearwater Racing             | 3:56.072        | 3:56.120        | 3:54.799        | +39.302 | 61       |
| —    | LMGTE Am  | 99  | Dempsey-Proton Racing         | Sin tiempo      | Sin tiempo      | Sin tiempo      | —       | —        |

## Carrera
| Pos | Clase     | N.º | Equipo                        | Pilotos                                                 | Chasis                        | Neu. | Vueltas | Tiempo/Retirado    |
| Pos | Clase     | N.º | Equipo                        | Pilotos                                                 | Motor                         | Neu. | Vueltas | Tiempo/Retirado    |
| --- | --------- | --- | ----------------------------- | ------------------------------------------------------- | ----------------------------- | ---- | ------- | ------------------ |
| 1   | LMP1      | 8   | Toyota Gazoo Racing           | Sébastien Buemi Kazuki Nakajima Fernando Alonso         | Toyota TS050 Hybrid           | M    | 385     | 24:00:10.574       |
| 1   | LMP1      | 8   | Toyota Gazoo Racing           | Sébastien Buemi Kazuki Nakajima Fernando Alonso         | Toyota 2.4 L Turbo V6         | M    | 385     | 24:00:10.574       |
| 2   | LMP1      | 7   | Toyota Gazoo Racing           | Mike Conway Kamui Kobayashi José María López            | Toyota TS050 Hybrid           | M    | 385     | +16.972            |
| 2   | LMP1      | 7   | Toyota Gazoo Racing           | Mike Conway Kamui Kobayashi José María López            | Toyota 2.4 L Turbo V6         | M    | 385     | +16.972            |
| 3   | LMP1      | 11  | SMP Racing                    | Mikhail Aleshin Vitaly Petrov Stoffel Vandoorne         | BR Engineering BR1            | M    | 379     | +6 vueltas         |
| 3   | LMP1      | 11  | SMP Racing                    | Mikhail Aleshin Vitaly Petrov Stoffel Vandoorne         | AER P60B 2.4 L Turbo V6       | M    | 379     | +6 vueltas         |
| 4   | LMP1      | 1   | Rebellion Racing              | Bruno Senna André Lotterer Neel Jani                    | Rebellion R13                 | M    | 376     | +9 vueltas         |
| 4   | LMP1      | 1   | Rebellion Racing              | Bruno Senna André Lotterer Neel Jani                    | Gibson GL458 4.5 L V8         | M    | 376     | +9 vueltas         |
| 5   | LMP1      | 3   | Rebellion Racing              | Thomas Laurent Gustavo Menezes Nathanaël Berthon        | Rebellion R13                 | M    | 370     | +15 vueltas        |
| 5   | LMP1      | 3   | Rebellion Racing              | Thomas Laurent Gustavo Menezes Nathanaël Berthon        | Gibson GL458 4.5 L V8         | M    | 370     | +15 vueltas        |
| 6   | LMP2      | 36  | Signatech Alpine Matmut       | Nicolas Lapierre Pierre Thiriet André Negrão            | Alpine A470                   | D    | 368     | +17 vueltas        |
| 6   | LMP2      | 36  | Signatech Alpine Matmut       | Nicolas Lapierre Pierre Thiriet André Negrão            | Gibson GK428 4.2 L V8         | D    | 368     | +17 vueltas        |
| 7   | LMP2      | 38  | Jackie Chan DC Racing         | Ho-Pin Tung Gabriel Aubry Stéphane Richelmi             | Oreca 07                      | D    | 367     | +18 vueltas        |
| 7   | LMP2      | 38  | Jackie Chan DC Racing         | Ho-Pin Tung Gabriel Aubry Stéphane Richelmi             | Gibson GK428 4.2 L V8         | D    | 367     | +18 vueltas        |
| 8   | LMP2      | 28  | TDS Racing                    | François Perrodo Loïc Duval Matthieu Vaxivière          | Oreca 07                      | D    | 366     | +19 vueltas        |
| 8   | LMP2      | 28  | TDS Racing                    | François Perrodo Loïc Duval Matthieu Vaxivière          | Gibson GK428 4.2 L V8         | D    | 366     | +19 vueltas        |
| 9   | LMP2      | 22  | United Autosports             | Philip Hanson Paul di Resta Filipe Albuquerque          | Ligier JS P217                | M    | 365     | +20 vueltas        |
| 9   | LMP2      | 22  | United Autosports             | Philip Hanson Paul di Resta Filipe Albuquerque          | Gibson GK428 4.2 L V8         | M    | 365     | +20 vueltas        |
| 10  | LMP2      | 48  | IDEC Sport                    | Paul Lafargue Paul-Loup Chatin Memo Rojas               | Oreca 07                      | M    | 364     | +21 vueltas        |
| 10  | LMP2      | 48  | IDEC Sport                    | Paul Lafargue Paul-Loup Chatin Memo Rojas               | Gibson GK428 4.2 L V8         | M    | 364     | +21 vueltas        |
| 11  | LMP2      | 26  | G-Drive Racing                | Roman Rusinov Job van Uitert Jean-Éric Vergne           | Aurus 01                      | D    | 364     | +21 vueltas        |
| 11  | LMP2      | 26  | G-Drive Racing                | Roman Rusinov Job van Uitert Jean-Éric Vergne           | Gibson GK428 4.2 L V8         | D    | 364     | +21 vueltas        |
| 12  | LMP2      | 30  | Duqueine Engineering          | Romain Dumas Pierre Ragues Nico Jamin                   | Oreca 07                      | M    | 363     | +22 vueltas        |
| 12  | LMP2      | 30  | Duqueine Engineering          | Romain Dumas Pierre Ragues Nico Jamin                   | Gibson GK428 4.2 L V8         | M    | 363     | +22 vueltas        |
| 13  | LMP2      | 23  | Panis Barthez Compétition     | René Binder Will Stevens Julien Canal                   | Ligier JS P217                | D    | 362     | +23 vueltas        |
| 13  | LMP2      | 23  | Panis Barthez Compétition     | René Binder Will Stevens Julien Canal                   | Gibson GK428 4.2 L V8         | D    | 362     | +23 vueltas        |
| 14  | LMP2      | 39  | Graff                         | Tristan Gommendy Vincent Capillaire Jonathan Hirschi    | Oreca 07                      | M    | 362     | +23 vueltas        |
| 14  | LMP2      | 39  | Graff                         | Tristan Gommendy Vincent Capillaire Jonathan Hirschi    | Gibson GK428 4.2 L V8         | M    | 362     | +23 vueltas        |
| 15  | LMP2      | 25  | Algarve Pro Racing            | John Falb Andrea Pizzitola David Zollinger              | Oreca 07                      | D    | 357     | +28 vueltas        |
| 15  | LMP2      | 25  | Algarve Pro Racing            | John Falb Andrea Pizzitola David Zollinger              | Gibson GK428 4.2 L V8         | D    | 357     | +28 vueltas        |
| 16  | LMP2      | 20  | High Class Racing             | Dennis Andersen Anders Fjordbach Mathias Beche          | Oreca 07                      | D    | 356     | +29 vueltas        |
| 16  | LMP2      | 20  | High Class Racing             | Dennis Andersen Anders Fjordbach Mathias Beche          | Gibson GK428 4.2 L V8         | D    | 356     | +29 vueltas        |
| 17  | LMP2      | 50  | Larbre Compétition            | Erwin Creed Romano Ricci Nicholas Boulle                | Ligier JS P217                | M    | 355     | +30 vueltas        |
| 17  | LMP2      | 50  | Larbre Compétition            | Erwin Creed Romano Ricci Nicholas Boulle                | Gibson GK428 4.2 L V8         | M    | 355     | +30 vueltas        |
| 18  | LMP2      | 47  | Cetilar Racing Villorba Corse | Roberto Lacorte Andrea Belicchi Giorgio Sernagiotto     | Dallara P217                  | D    | 352     | +33 vueltas        |
| 18  | LMP2      | 47  | Cetilar Racing Villorba Corse | Roberto Lacorte Andrea Belicchi Giorgio Sernagiotto     | Gibson GK428 4.2 L V8         | D    | 352     | +33 vueltas        |
| 19  | LMP2      | 32  | United Autosports             | Ryan Cullen Alex Brundle Will Owen                      | Ligier JS P217                | M    | 348     | +37 vueltas        |
| 19  | LMP2      | 32  | United Autosports             | Ryan Cullen Alex Brundle Will Owen                      | Gibson GK428 4.2 L V8         | M    | 348     | +37 vueltas        |
| 20  | LMGTE Pro | 51  | AF Corse                      | James Calado Alessandro Pier Guidi Daniel Serra         | Ferrari 488 GTE Evo           | M    | 342     | +43 vueltas        |
| 20  | LMGTE Pro | 51  | AF Corse                      | James Calado Alessandro Pier Guidi Daniel Serra         | Ferrari F154CB 3.9 L Turbo V8 | M    | 342     | +43 vueltas        |
| 21  | LMGTE Pro | 91  | Porsche GT Team               | Richard Lietz Gianmaria Bruni Frédéric Makowiecki       | Porsche 911 RSR               | M    | 342     | +43 vueltas        |
| 21  | LMGTE Pro | 91  | Porsche GT Team               | Richard Lietz Gianmaria Bruni Frédéric Makowiecki       | Porsche 4.0 L Flat-6          | M    | 342     | +43 vueltas        |
| 22  | LMGTE Pro | 93  | Porsche GT Team               | Nick Tandy Earl Bamber Patrick Pilet                    | Porsche 911 RSR               | M    | 342     | +43 vueltas        |
| 22  | LMGTE Pro | 93  | Porsche GT Team               | Nick Tandy Earl Bamber Patrick Pilet                    | Porsche 4.0 L Flat-6          | M    | 342     | +43 vueltas        |
| 23  | LMGTE Pro | 67  | Ford Chip Ganassi Team UK     | Harry Tincknell Andy Priaulx Jonathan Bomarito          | Ford GT                       | M    | 342     | +43 vueltas        |
| 23  | LMGTE Pro | 67  | Ford Chip Ganassi Team UK     | Harry Tincknell Andy Priaulx Jonathan Bomarito          | Ford EcoBoost 3.5 L Turbo V6  | M    | 342     | +43 vueltas        |
| 24  | LMGTE Pro | 69  | Ford Chip Ganassi Team USA    | Ryan Briscoe Scott Dixon Richard Westbrook              | Ford GT                       | M    | 341     | +44 vueltas        |
| 24  | LMGTE Pro | 69  | Ford Chip Ganassi Team USA    | Ryan Briscoe Scott Dixon Richard Westbrook              | Ford EcoBoost 3.5 L Turbo V6  | M    | 341     | +44 vueltas        |
| 25  | LMGTE Pro | 66  | Ford Chip Ganassi Team UK     | Stefan Mücke Olivier Pla Billy Johnson                  | Ford GT                       | M    | 340     | +45 vueltas        |
| 25  | LMGTE Pro | 66  | Ford Chip Ganassi Team UK     | Stefan Mücke Olivier Pla Billy Johnson                  | Ford EcoBoos 3.5 L Turbo V6   | M    | 340     | +45 vueltas        |
| 26  | LMP2      | 29  | Racing Team Nederland         | Giedo van der Garde Nyck de Vries Frits van Eerd        | Dallara P217                  | M    | 340     | +45 vueltas        |
| 26  | LMP2      | 29  | Racing Team Nederland         | Giedo van der Garde Nyck de Vries Frits van Eerd        | Gibson GK428 4.2 L V8         | M    | 340     | +45 vueltas        |
| 27  | LMGTE Pro | 94  | Porsche GT Team               | Sven Müller Mathieu Jaminet Dennis Olsen                | Porsche 911 RSR               | M    | 339     | +46 vueltas        |
| 27  | LMGTE Pro | 94  | Porsche GT Team               | Sven Müller Mathieu Jaminet Dennis Olsen                | Porsche 4.0 L Flat-6          | M    | 339     | +46 vueltas        |
| 28  | LMGTE Pro | 63  | Corvette Racing               | Jan Magnussen Antonio García Mike Rockenfeller          | SWIvrolet Corvette C7.R       | M    | 337     | +48 vueltas        |
| 28  | LMGTE Pro | 63  | Corvette Racing               | Jan Magnussen Antonio García Mike Rockenfeller          | Chevrolet LT5.5 5.5 L V8      | M    | 337     | +48 vueltas        |
| 29  | LMGTE Pro | 92  | Porsche GT Team               | Michael Christensen Kévin Estre Laurens Vanthoor        | Porsche 911 RSR               | M    | 337     | +48 vueltas        |
| 29  | LMGTE Pro | 92  | Porsche GT Team               | Michael Christensen Kévin Estre Laurens Vanthoor        | Porsche 4.0 L Flat-6          | M    | 337     | +48 vueltas        |
| 30  | LMGTE Pro | 82  | BMW Team MTEK                 | Augusto Farfus Jesse Krohn Antonio Felix da Costa       | BMW M8 GTE                    | M    | 335     | +50 vueltas        |
| 30  | LMGTE Pro | 82  | BMW Team MTEK                 | Augusto Farfus Jesse Krohn Antonio Felix da Costa       | BMW S63 4.0 L Turbo V6        | M    | 335     | +50 vueltas        |
| 31  | LMGTE Am  | 56  | Team Project 1                | Jörg Bergmeister Patrick Lindsey Egidio Perfetti        | Porsche 911 RSR               | M    | 334     | +51 vueltas        |
| 31  | LMGTE Am  | 56  | Team Project 1                | Jörg Bergmeister Patrick Lindsey Egidio Perfetti        | Porsche 4.0 L Flat-6          | M    | 334     | +51 vueltas        |
| 32  | LMGTE Am  | 84  | JMW Motorsport                | Jeff Segal Rodrigo Baptista Wei Lu                      | Ferrari 488 GTE               | M    | 334     | +51 vueltas        |
| 32  | LMGTE Am  | 84  | JMW Motorsport                | Jeff Segal Rodrigo Baptista Wei Lu                      | Ferrari F154CB 3.9 L Turbo V8 | M    | 334     | +51 vueltas        |
| 33  | LMGTE Am  | 62  | WeatherTech Racing            | Cooper MacNeil Robert Smith Toni Vilander               | Ferrari 488 GTE               | M    | 333     | +52 vueltas        |
| 33  | LMGTE Am  | 62  | WeatherTech Racing            | Cooper MacNeil Robert Smith Toni Vilander               | Ferrari F154CB 3.9 L Turbo V8 | M    | 333     | +52 vueltas        |
| 34  | LMGTE Am  | 77  | Dempsey-Proton Racing         | Matt Campbell Julien Andlauer Christian Ried            | Porsche 911 RSR               | M    | 332     | +53 vueltas        |
| 34  | LMGTE Am  | 77  | Dempsey-Proton Racing         | Matt Campbell Julien Andlauer Christian Ried            | Porsche 4.0 L Flat-6          | M    | 332     | +53 vueltas        |
| 35  | LMGTE Am  | 57  | Car Guy Racing                | Takeshi Kimura Kei Cozzolino Côme Ledogar               | Ferrari 488 GTE               | M    | 332     | +53 vueltas        |
| 35  | LMGTE Am  | 57  | Car Guy Racing                | Takeshi Kimura Kei Cozzolino Côme Ledogar               | Ferrari F154CB 3.9 L Turbo V8 | M    | 332     | +53 vueltas        |
| 36  | LMGTE Am  | 78  | Proton Competition            | Louis Prette Philippe Prette Vincent Abril              | Porsche 911 RSR               | M    | 332     | +53 vueltas        |
| 36  | LMGTE Am  | 78  | Proton Competition            | Louis Prette Philippe Prette Vincent Abril              | Porsche 4.0 L Flat-6          | M    | 332     | +53 vueltas        |
| 37  | LMGTE Am  | 61  | Clearwater Racing             | Matt Griffin Matteo Cressoni Luis Pérez Companc         | Ferrari 488 GTE               | M    | 331     | +54 vueltas        |
| 37  | LMGTE Am  | 61  | Clearwater Racing             | Matt Griffin Matteo Cressoni Luis Pérez Companc         | Ferrari F154CB 3.9 L Turbo V8 | M    | 331     | +54 vueltas        |
| 38  | LMGTE Am  | 86  | Gulf Racing                   | Mike Wainwright Ben Barker Thomas Preining              | Porsche 911 RSR               | M    | 331     | +54 vueltas        |
| 38  | LMGTE Am  | 86  | Gulf Racing                   | Mike Wainwright Ben Barker Thomas Preining              | Porsche 4.0 L Flat-6          | M    | 331     | +54 vueltas        |
| 39  | LMGTE Am  | 83  | Kessel Racing                 | Rahel Frey Michelle Gatting Manuela Gostner             | Ferrari 488 GTE               | M    | 330     | +55 vueltas        |
| 39  | LMGTE Am  | 83  | Kessel Racing                 | Rahel Frey Michelle Gatting Manuela Gostner             | Ferrari F154CB 3.9 L Turbo V8 | M    | 330     | +55 vueltas        |
| 40  | LMGTE Pro | 89  | Risi Competizione             | Oliver Jarvis Jules Gounon Pipo Derani                  | Ferrari 488 GTE Evo           | M    | 329     | +56 vueltas        |
| 40  | LMGTE Pro | 89  | Risi Competizione             | Oliver Jarvis Jules Gounon Pipo Derani                  | Ferrari F154CB 3.9 L Turbo V8 | M    | 329     | +56 vueltas        |
| 41  | LMGTE Am  | 70  | MR Racing                     | Olivier Beretta Eddie Cheever III Motoaki Ishikawa      | Ferrari 488 GTE               | M    | 328     | +57 vueltas        |
| 41  | LMGTE Am  | 70  | MR Racing                     | Olivier Beretta Eddie Cheever III Motoaki Ishikawa      | Ferrari F154CB 3.9 L Turbo V8 | M    | 328     | +57 vueltas        |
| 42  | LMGTE Am  | 90  | TF Sport                      | Charlie Eastwood Salih Yoluç Euan Hankey                | Aston Martin Vantage          | M    | 327     | +58 vueltas        |
| 42  | LMGTE Am  | 90  | TF Sport                      | Charlie Eastwood Salih Yoluç Euan Hankey                | Aston Martin 4.5 L V8         | M    | 327     | +58 vueltas        |
| 43  | LMGTE Am  | 54  | Spirit of Race                | Thomas Flohr Francesco Castellacci Giancarlo Fisichella | Ferrari 488 GTE               | M    | 327     | +58 vueltas        |
| 43  | LMGTE Am  | 54  | Spirit of Race                | Thomas Flohr Francesco Castellacci Giancarlo Fisichella | Ferrari F154CB 3.9 L Turbo V8 | M    | 327     | +58 vueltas        |
| 44  | LMGTE Pro | 97  | Aston Martin Racing           | Alex Lynn Jonathan Adam Maxime Martin                   | Aston Martin Vantage GTE      | M    | 325     | +60 vueltas        |
| 44  | LMGTE Pro | 97  | Aston Martin Racing           | Alex Lynn Jonathan Adam Maxime Martin                   | Aston Martin 4.0 L Turbo V8   | M    | 325     | +60 vueltas        |
| 45  | LMP2      | 34  | Inter Europol Competition     | Jakub Smiechowski James Winslow Nigel Moore             | Ligier JS P217                | M    | 325     | +60 vueltas        |
| 45  | LMP2      | 34  | Inter Europol Competition     | Jakub Smiechowski James Winslow Nigel Moore             | Gibson GK428 4.2 L V8         | M    | 325     | +60 vueltas        |
| 46  | LMGTE Am  | 60  | Kessel Racing                 | Claudio Schiavoni Sergio Pianezzola Andrea Piccini      | Ferrari 488 GTE               | M    | 324     | +61 vueltas        |
| 46  | LMGTE Am  | 60  | Kessel Racing                 | Claudio Schiavoni Sergio Pianezzola Andrea Piccini      | Ferrari F154CB 3.9 L Turbo V8 | M    | 324     | +61 vueltas        |
| 47  | LMGTE Pro | 81  | BMW Team MTEK                 | Nick Catsburg Philipp Eng Martin Tomczyk                | BMW M8 GTE                    | M    | 309     | +76 vueltas        |
| 47  | LMGTE Pro | 81  | BMW Team MTEK                 | Nick Catsburg Philipp Eng Martin Tomczyk                | BMW S63 4.0 L Turbo V6        | M    | 309     | +76 vueltas        |
| NC  | LMP2      | 43  | RLR M Sport/Tower Events      | John Farano Arjun Maini Norman Nato                     | Oreca 07                      | D    | 295     | No clasificado     |
| NC  | LMP2      | 43  | RLR M Sport/Tower Events      | John Farano Arjun Maini Norman Nato                     | Gibson GK428 4.2 L V8         | D    | 295     | No clasificado     |
| DNF | LMP2      | 31  | DragonSpeed                   | Roberto González Pastor Maldonado Anthony Davidson      | Oreca 07                      | M    | 245     | Accidente          |
| DNF | LMP2      | 31  | DragonSpeed                   | Roberto González Pastor Maldonado Anthony Davidson      | Gibson GK428 4.2 L V8         | M    | 245     | Accidente          |
| DNF | LMP2      | 37  | Jackie Chan DC Racing         | David Heinemeier Hansson Jordan King Ricky Taylor       | Oreca 07                      | D    | 199     | Caja de cambios    |
| DNF | LMP2      | 37  | Jackie Chan DC Racing         | David Heinemeier Hansson Jordan King Ricky Taylor       | Gibson GK428 4.2 L V8         | D    | 199     | Caja de cambios    |
| DNF | LMP1      | 17  | SMP Racing                    | Stéphane Sarrazin Egor Orudzhev Sergey Sirotkin         | BR Engineering BR1            | M    | 163     | Accidente          |
| DNF | LMP1      | 17  | SMP Racing                    | Stéphane Sarrazin Egor Orudzhev Sergey Sirotkin         | AER P60B 2.4 L Turbo V6       | M    | 163     | Accidente          |
| DNF | LMP1      | 4   | ByKolles Racing Team          | Tom Dillmann Oliver Webb Paolo Ruberti                  | ENSO CLM P1/01                | M    | 163     | Mecánico           |
| DNF | LMP1      | 4   | ByKolles Racing Team          | Tom Dillmann Oliver Webb Paolo Ruberti                  | Gibson GL458 4.5 L V8         | M    | 163     | Mecánico           |
| DNF | LMP2      | 49  | ARC Bratislava                | Miro Konôpka Konstantin Tereshchenko Henning Enqvist    | Ligier JS P217                | D    | 160     | Daños por colisión |
| DNF | LMP2      | 49  | ARC Bratislava                | Miro Konôpka Konstantin Tereshchenko Henning Enqvist    | Gibson GK428 4.2 L V8         | D    | 160     | Daños por colisión |
| DNF | LMGTE Pro | 71  | AF Corse                      | Davide Rigon Sam Bird Miguel Molina                     | Ferrari 488 GTE Evo           | M    | 140     | Motor              |
| DNF | LMGTE Pro | 71  | AF Corse                      | Davide Rigon Sam Bird Miguel Molina                     | Ferrari F154CB 3.9 L Turbo V8 | M    | 140     | Motor              |
| DNF | LMGTE Pro | 95  | Aston Martin Racing           | Nicki Thiim Marco Sørensen Darren Turner                | Aston Martin Vantage GTE      | M    | 132     | Daños por colisión |
| DNF | LMGTE Pro | 95  | Aston Martin Racing           | Nicki Thiim Marco Sørensen Darren Turner                | Aston Martin 4.0 L Turbo V8   | M    | 132     | Daños por colisión |
| DNF | LMGTE Am  | 98  | Aston Martin Racing           | Paul Dalla Lana Mathias Lauda Pedro Lamy                | Aston Martin Vantage          | M    | 87      | Accidente          |
| DNF | LMGTE Am  | 98  | Aston Martin Racing           | Paul Dalla Lana Mathias Lauda Pedro Lamy                | Aston Martin 4.5 L V8         | M    | 87      | Accidente          |
| DNF | LMGTE Pro | 64  | Corvette Racing               | Oliver Gavin Tommy Milner Marcel Fässler                | SWIvrolet Corvette C7.R       | M    | 82      | Colisión           |
| DNF | LMGTE Pro | 64  | Corvette Racing               | Oliver Gavin Tommy Milner Marcel Fässler                | Chevrolet LT5.5 5.5 L V8      | M    | 82      | Colisión           |
| DNF | LMGTE Am  | 88  | Dempsey-Proton Racing         | Matteo Cairoli Giorgio Roda Satoshi Hoshino             | Porsche 911 RSR               | M    | 79      | Retirado           |
| DNF | LMGTE Am  | 88  | Dempsey-Proton Racing         | Matteo Cairoli Giorgio Roda Satoshi Hoshino             | Porsche 4.0 L Flat-6          | M    | 79      | Retirado           |
| DNF | LMP1      | 10  | DragonSpeed                   | Ben Hanley Renger van der Zande Henrik Hedman           | BR Engineering BR1            | M    | 76      | Caja de cambios    |
| DNF | LMP1      | 10  | DragonSpeed                   | Ben Hanley Renger van der Zande Henrik Hedman           | Gibson GL458 4.5 L V8         | M    | 76      | Caja de cambios    |
| DSQ | LMGTE Pro | 68  | Ford Chip Ganassi Team USA    | Sébastien Bourdais Joey Hand Dirk Müller                | Ford GT                       | M    | 342     | Descalificado      |
| DSQ | LMGTE Pro | 68  | Ford Chip Ganassi Team USA    | Sébastien Bourdais Joey Hand Dirk Müller                | Ford EcoBoost 3.5 L Turbo V6  | M    | 342     | Descalificado      |
| DSQ | LMGTE Am  | 85  | Keating Motorsports           | Ben Keating Jeroen Bleekemolen Felipe Fraga             | Ford GT                       | M    | 334     | Descalificado      |
| DSQ | LMGTE Am  | 85  | Keating Motorsports           | Ben Keating Jeroen Bleekemolen Felipe Fraga             | Ford EcoBoost 3.5 L Turbo V6  | M    | 334     | Descalificado      |
| WD  | LMGTE Am  | 99  | Dempsey-Proton Racing         | Patrick Long Tracy Krohn Niclas Jönsson                 | Porsche 911 RSR               | M    | -       | Retirado           |
| WD  | LMGTE Am  | 99  | Dempsey-Proton Racing         | Patrick Long Tracy Krohn Niclas Jönsson                 | Porsche 4.0 L Flat-6          | M    | -       | Retirado           |

Fuentes: FIA WEC.